# Qardho
Qardho (auch Kardh oder Gardo geschrieben, arabisch قرضو) ist eine Stadt im Nordosten Somalias mit etwa 40.000 Einwohnern. Sie liegt im Landesinneren in der Region Bari, die Teil des faktisch autonomen Puntland ist. Direkt westlich angrenzend liegt das international nicht anerkannte Somaliland. Die Bewohner von Qardho gehören hauptsächlich den Majerteen und anderen Subclans der Darod an. Nordöstlich der Stadt liegt der Flughafen Qardho.